# Venturino Panebianco
(Amedeo Maiuri)
Venturino Panebianco (Montevideo, 14 luglio 1907 – 18 settembre 1980) è stato un archeologo e storico italiano.

## Biografia
Nacque a Montevideo, capitale dell’Uruguay, il 14 luglio del 1907 da una famiglia originaria di Orsomarso, in provincia di Cosenza. Dopo cinque anni la famiglia rientrò in Italia. Frequentò il Liceo classico Bernardino Telesio di Cosenza, trasferendosi poi nel 1925 presso il Liceo ginnasio Torquato Tasso di Salerno, dove conobbe il professore Raffaele Cantarella. Nel 1929 conseguì la maturità e si iscrisse alla facoltà di giurisprudenza dell’università Federico II di Napoli.
Nel 1930, per esigenze familiari, iniziò a lavorare temporaneamente presso il Museo archeologico provinciale di Salerno, appena istituito dall’amministrazione provinciale. Il direttore Antonio Marzullo lo elesse a suo collaboratore; così Panebianco cominciò a dedicarsi con entusiasmo anche alla ricerca archeologica sul territorio e ben presto si trasferì alla facoltà di Lettere, sotto la guida di Biagio Pace. Con il suo successore Pirro Marconi, Panebianco discusse la tesi di laurea sull’età del Ferro nell’agro picentino. Qui conobbe Emanuele Ciaceri, docente di storia greco-romana, che incoraggiò il suo interesse per lo studio della storia della Magna Grecia. Ottenne anche la carica di segretario dell'Ente per le Antichità e i Monumenti.
Nel 1936 Panebianco si laureò con lode e solo due anni dopo venne nominato direttore del Museo Provinciale con delibera del 22 ottobre 1938, carica che ricoprì fino al 1 settembre 1979. 
Fu socio dell'Accademia Pontaniana di Napoli e dell'Istituto Archeologico Germanico di Roma e collaborò con varie istituzioni: dalla Società salernitana di Storia Patria alla Società Economica della Provincia di Salerno, all'Ente Provinciale per il turismo alla Deputazione di Storia Patria per la Calabria, dall'Associazione nazionale dei Musei ed Enti locali ed istituzionali al Centro Raffaele Guariglia di Studi salernitani. Nel 1961 fondò e diresse la rivista Apollo: bollettino dei musei provinciali del salernitano, a cui affiancò Studi Lucani, mentre collaborò alla redazione sia della Rassegna Storica Salernitana che della Rivista storica calabrese. 
Morì il 18 settembre 1980.

## La ricerca storica e archeologica

### La ricerca archeologica nel salernitano
Grazie alla collaborazione di Panebianco con la Sovrintendenza alle Antichità di Salerno e l'Ente per le Antichità e i Monumenti della provincia di Salerno, nei dieci anni antecedenti alla guerra l'archeologia salernitana ebbe un forte impulso. Dopo ritrovamenti casuali ed esperimenti pionieristici, durante i quali i reperti andavano ad arricchire principalmente le raccolte del Museo Archeologico Nazionale di Napoli e i suoi depositi o ad alimentare il mercato antiquario straniero, grazie a Panebianco cominciò una ricerca programmata e finalizzata. 
Tale attività portò alla luce la necropoli opico-etrusca di Irna o Urina presso Fratte (VI-V sec.), in cui emersero 165 ricche tombe a inumazione, oltre a un tempietto e un sacrario di eroi campano-sanniti. Anche a Salerno Panebianco effettuò scavi fra il 1931 e il 1932, nella necropoli romana di Salernum (I-II sec. d.C.), da cui emersero 110 tombe di epoca imperiale.
Fra il 1929 e il 1931, grazie agli scavi in contrada Arenosola di Battipaglia, vengono alla luce 104 tombe, perlopiù del periodo orientalizzante (VII-VI a.C.), e nel 1935 a Pontecagnano ventisette tombe a inumazione con corredi molto simili alle precedenti, che permisero di delineare lo sviluppo civile delle antiche popolazioni di queste zone.
Dal 1955 per circa un decennio, si dedicò agli scavi nel Vallo di Diano, nel cuore dell'antica Lucania. I reperti emersi, più di 1300 tombe e 15.000 oggetti, documentarono la storia di circa un millennio, dalla fase villanoviana all'epoca romana.

### Gli studi di storia antica
Le ricerche archeologiche diedero spunto per una serie di importanti saggi che ruotavano intorno alla storia antica del Mezzogiorno, dalla protostoria a momenti della storia della Magna Grecia e alla cultura romano-italica in età tardo-repubblicana, focalizzando l'attenzione anche sull'economia, il commercio e la legislazione. Le sue riflessioni erano caratterizzate da notevole intuito e capacità di sintesi, con una immaginazione storica che si esplica nel collegare episodi e dati in un quadro storico coerente, tenendo sempre conto delle evidenze documentarie e archeologiche. Uno dei suoi migliori lavori è dedicato a Salerno, la cui storia viene ricostruita dalla supposta Irna etrusca ed italica, passando alle origini della storia di Salerno romana e termina con un accenno alla Salerno bizantina. Negli anni Sessanta videro la luce saggi sugli Etruschi e Greci nel golfo di Poseidonia. Negli anni in cui collaborò con la rivista La parola del passato dedicò a Velia una serie di studi, Panebianco offrì un contributo importante sulla situazione magnogreca nel V sec.
Altri importanti contributi di protostoria e preistoria italica sono dedicati all'origine microasiatica delle popolazioni italiche dei Lucani e dei Bretii; Panebianco delineò in un affresco vasto e suggestivo la ricostruzione della storia politica ed economica dell'Italia e del Mediterraneo, dalle epoche remote fino al IV sec., in un quadro affascinante e chiaro.

### Gli studi di storia bizantina
Negli ultimi anni della sua vita, Panebianco aveva allargato le sue ricerche al Medioevo meridionale, approfondendo la ricerca su Salerno nell'epoca bizantina e longobarda, che combacia con la nascita della Scuola Medica Salernitana, e la famosa eparchia monastica del Mercurion, fra la Lucania Longobarda e la Calabria bizantina.

## Opere
Monografie
- Castelli del Salernitano, Salerno, Ente provinciale per il turismo, 1967, 35 p.
- Villa Rufolo incantesimo di Ravello, Salerno, Ente provinciale per il turismo, 1967, 26 p.

Contributi in volumi miscellanei
- Voce Padula, in Enciclopedia dell’Arte Antica Classica e Orientale, vol. V, Roma, 1963, p. 815 s.
- Voce Sala Consilina, in Enciclopedia dell’Arte Antica Classica e Orientale, vol. VI, Roma, 1965, p. 1070 s.
- Voce Salerno, in Enciclopedia dell’Arte Antica Classica e Orientale, vol. VI, Roma, 1965, pp. 1073-1075
- I Musei provinciali del Salernitano, in I Musei degli enti locali della Campania, Napoli, Società Editrice Napoletana, 1974, pp. 123-159
- Voce Consilinum, in The Princeton Encyclopedia of Classical Sites, Princeton, 1976, p. 237 s.
- Voce Salernum, in The Princeton Encyclopedia of Classical Sites, Princeton, 1976, p. 798
- Salerno nell’antichità, dalla protostoria all’età bizantina, in Profilo storico di una città meridionale: Salerno, Salerno, Laveglia, 1979, pp. 13-43
- Le origini della Scuola medica salernitana nella tradizione di codici altomedioevali di medicina, in Studi salernitani in memoria di Raffaele Cantarella, a cura di I. Gallo, Salerno, Laveglia, 1981, pp. 537-552
- Arcangelo Amarotta (con un inedito di Venturino Panebianco), La cappella palatina di Salerno : un documento longobardo nell'ipogeo di S. Pietro a Corte, Salerno, Ente per le antichità e i monumenti della provincia di Salerno, 1982, 94 p.

Atti di convegni
- Enotri e Coni, «Atti del Convegno di studio su le genti della Lucania antica e le loro relazioni con i Greci dell’Italia (Potenza-Matera 18-20 ottobre 1971)», Roma, 1974, pp. 13-26 e 66-73
- Le origini storiche di Pompei, «La regione sotterrata dal Vesuvio. Studi e prospettive. Atti del Convegno internazionale 11-15 novembre 1979», Napoli, 1982, pp. 229-239
- Notizie bizantine riguardanti Salerno nell'Alto Medioevo, «Studi bizantini e neogreci. Atti del IV Congresso nazionale di studi bizantini, Lecce, 21-23 aprile 1980, Calimera, 24 aprile 1980», Galatina, 1983, pp. 231-240

Articoli di riviste
- La maiolica d’arte di Vietri sul mare, «Salernum» I-1, 1935, pp. 31-39
- Arcangelo Rotunno, «Salernum» I, 4-6, 1935, pp. 335-37
- Termini graccani rinvenuti nell’antica Lucania, «Rassegna Storica Salernitana», I-I, 1937, pp. 58-91 (in collaborazione con Emilio Guariglia)
- Notiziario sistematico delle scoperte archeologiche nel Salernitano, «Rassegna Storica Salernitana», I-1, 1937, pp. 181-189
- La colonia romana di Salernum, «Rassegna Storica Salernitana», VI, 1-2, 1945, pp. 3-38 (Pubblicazioni dell’Ente per le Antichità e i Monumenti della Provincia di Salerno, VII)
- A proposito della capitale della confederazione lucana, «Rassegna Storica Salernitana», VI 3, 1945, pp. 109-123
- Consilinum, Padula; Fratte di Salerno, Irna?, «Fasti Archaeologici», X, 1957, 2520 e 2541
- Consilinum, Padula, «Fasti Archaeologici», XI, 1958, 2701
- Consilinum, Padula, «Fasti Archaeologici», XII, 1959, 2780
- Consilinum, Padula, «Fasti Archaeologici », XIII, 1960, 228
- Consilinum, Padula, «Fasti Archaeologici», XIV, 1962, 2456
- Paestum: colonia latina, municipium, colonia civium. Introduzione allo studio di Pesto romana, «Rassegna Storica Salernitana», XXII, 1-4, 1961, pp. 34-45 (Pubblicazioni dell’Ente per le Antichità e i Monumenti della Provincia di Salerno, IX)
- Per la valorizzazione culturale e turistica del Salernitano, «Rassegna Storica Salernitana», XXII, 1-4, 1961, pp. 143-154
- Il «lapis Pollae» e le partizioni di «ager publicus» nel II sec. a.C. nel territorio dell’antica Lucania, «Rassegna Storica Salernitana», XXIV-XXV, 1963-64, pp. 3-22
- Amedeo Maiuri (1886-1963), «Apollo. Bollettino dei Musei Provinciali del Salernitano», III-IV, 1963-64, pp. 59-62
- Il Museo Archeologico Provinciale di Salerno nel restaurato Castelnuovo Reale di S. Benedetto, «Apollo. Bollettino dei Musei Provinciali del Salernitano», III-IV, 1963-64, pp. 185-189
- L’attività di ricerca archeologica a cura della direzione dei Musei Provinciali del Salernitano, «Apollo. Bollettino dei Musei Provinciali del Salernitano», III-IV, 1963-64, pp. 190.192
- Notiziario archeologico, «Bollettino d’Arte» XLIX, 1964, pp. 361 ss.
- Ager Picentinus fuit Tuscorum, templo Iunonis Argivae... insignis (Plinio, n.h. III 70 = 9, 17), «Archivio Storico per la Calabria e la Lucania», XXXIV, 1965-1966, pp. 137-149
- Il commercio italiota dalla colonizzazione focea di Velia alla fondazione etrusca di Capua, «La Parola del Passato», CVIII-CX, 1966, pp. 241-254
- Pandosia, «Magna Graecia», III, 4, 1968, p. 1 s.
- Momenti e problemi di storia eleate nell’età di Pericle, «La Parola del Passato», CXXX-CXXXIII, 1970, pp. 55-64
- L’indicazione di Posidonia e di Elea nel periplo di Ps.-Scilace, ibid., «La Parola del Passato», CXXX-CXXXIII, 1970, pp. 241-243
- Turii e i Lucani, «Magna Graecia», V, 7-8, 1970, p. 4 s.
- Il problema storico di Laos-Lavinion, «Klearchos», XII, 47-48, 1970, pp. 99-108
- Laos, Lavinion, Mercurion e l’origine anatolico-ausonia dei Bretti e dei Lucani, «La Parola del Passato» CXL, 1971, pp. 313-322
- L’origine anatolico-ausonia dei Brettii e dei Lucani, «Magna Graecia», VI, 7-8, 1971, p. 14 s.
- Enotri e Lucani, «Magna Graecia», VI, 11-12, 1971, pp. 13-15
- Pandosia e Consentia: la capitale degli Enotri e la capitale dei Brettii, «Archivio Storico per la Calabria e la Lucania», XLI, 1973-74, pp. 1-15
- La capitale dei Brettii, «Magna Graecia», IX, 5-6, 1974, pp. 11-18
- Pandosia: la capitale degli Enotrii, «Magna Graecia», IX, 11-12, 1974, pp. 1-4
- Il turismo venuto dalla storia, «Civiltà della Campania», II, 3, 1975, pp. 80-83
- L’opera di Maiuri e Mustilli pro Magna Grecia, «Magna Graecia», X, 5-6, 1975, p. 12 s.
- Il Mercurion e il thema bizantino di Lucania, «Magna Graecia», X, 7-8, 1975, pp. 4-6
- Brettii e Greci nell’Italia antichissima, «Magna Graecia», XII, 5-6, 1977, pp. 9-12
- Sull’ubicazione dell’antichissima Blanda a Scalea e sua importanza dalla Grecità protostorica al Medioevo arabo-bizantino, «Archivio Storico per la Calabria e la Lucania », XLIV-XLV, 1977-78, pp. 61-65
- La confederazione dei Brettii fra Magna Grecia e Roma, «Magna Graecia», XIII, 7-8, 1978, pp. 5-7
- Le diocesi latine di Blanda e Turio nella Sibaritide altomedioevale, «Magna Graecia», XIV, 9-10, 1979, p. 13 s.
- Sui rapporti fra l’Etruria interna volsiniese e la Magna Grecia, «Annali della Fondazione per il Museo "Claudio Faina"», I, 1980, pp. 107-113
- Osservazioni sull’eparchia monastica del Mercurion e il thema bizantino di Lucania, «Rivista Storica Calabrese», I, 1-2, 1980, pp. 189-193
- Ricordo di Ernesto Pontieri, «Magna Graecia», XV, 5-6, 1980, p. 13